# Zorrotzaurre

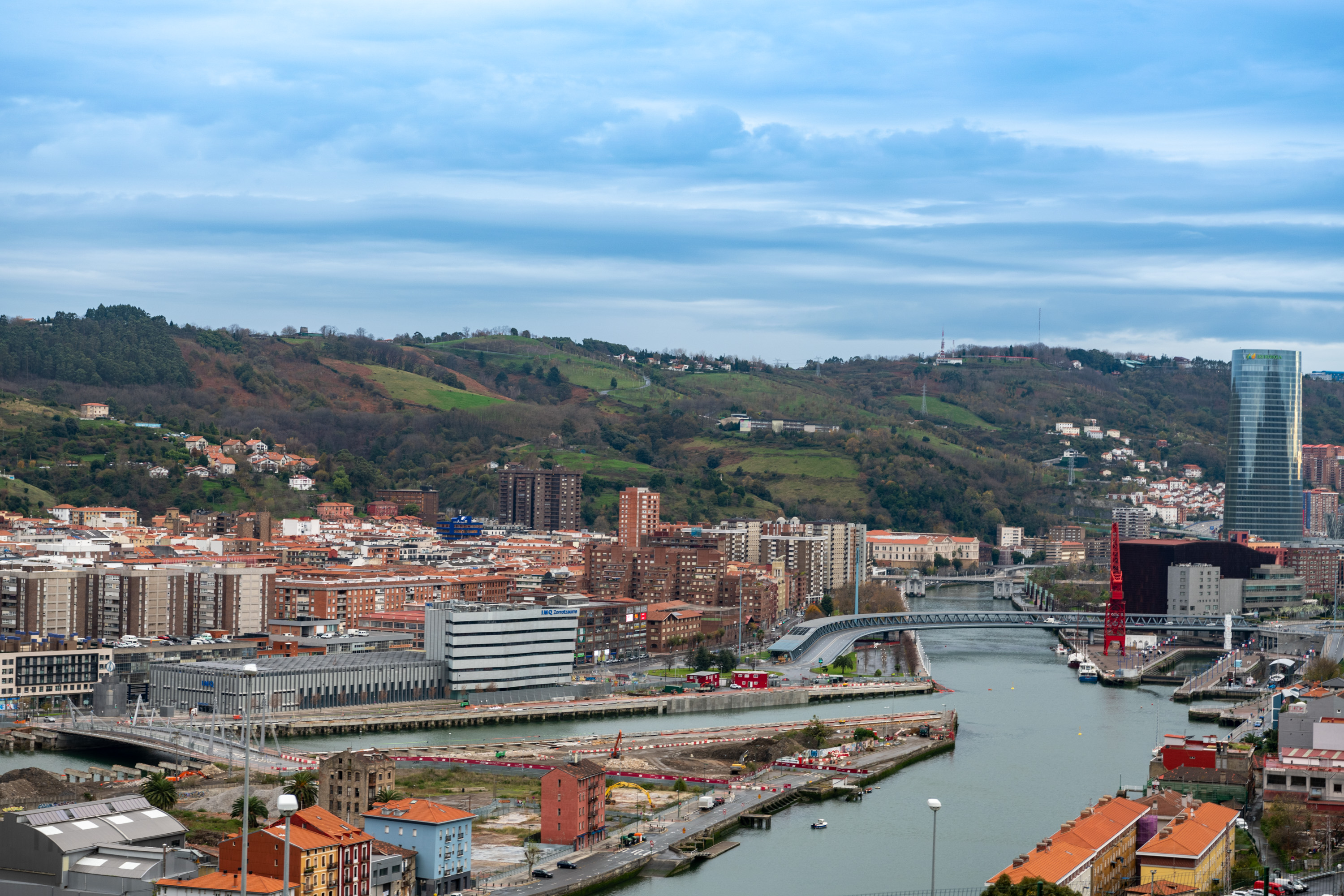
Île de Zorrotzaurre à la hauteur de Deusto

Zorrotzaurre, est une île artificielle formée après l'excavation du canal de Deusto et un quartier de Deusto, 1er district de la ville de Bilbao, dans la communauté autonome du Pays basque,,
Après les travaux complétés du canal de Deusto, Zorrotzaurre est passé officiellement le lundi 8 octobre 2018 de péninsule en île artificielle. Appelée la "Manhattan" de Bilbao, elle est la dernière grande opération de revitalisation urbaine mise en œuvre par la ville, après Abandoibarra,,,,.

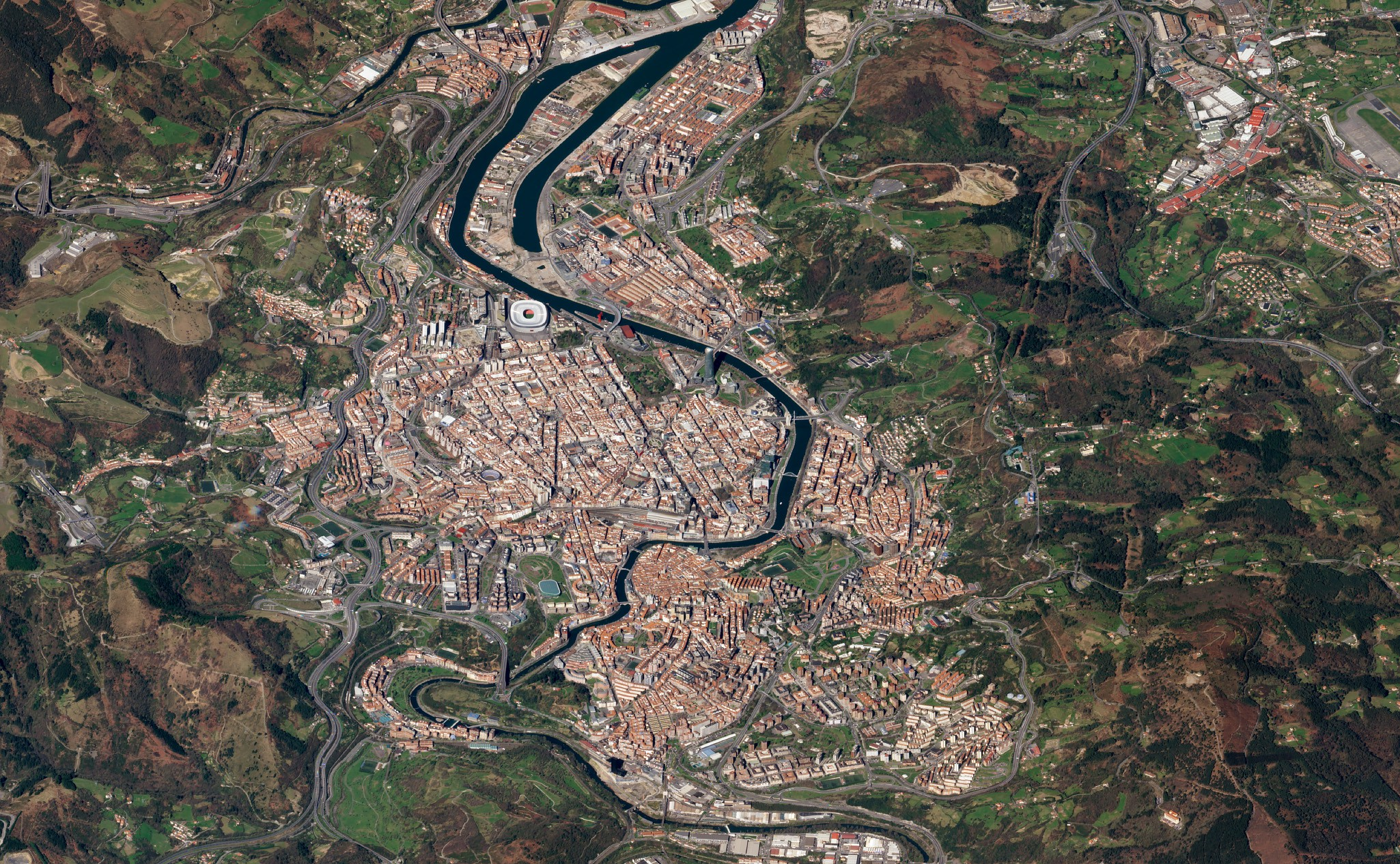
Vue satellitaire de Bilbao en mars 2018 avec Zorrotzaurre dans la partie supérieure juste avant sa transformation définitive en île.

Zorrotzaurre était une zone en constante baisse, tant au niveau industriel qu'au niveau social depuis les années 1970.
Son aire urbaine occupe une surface totale de 838 781 m2, dont la moitié appartient à des organismes publics (Gouvernement basque, mairie de Bilbao et autorité portuaire de Bilbao), le reste se répartissant entre les divers propriétaires privés,.

## Historique

### Années 1960 et 1970
Au milieu des années 1960, Zorrotzaurre, partie du Port de Bilbao, a émergé dans une époque de puissance industrielle renforcée par l'ouverture du canal de Deusto. Dans cette zone se consolidait diverses activités industrielles, surtout liées à l'activité portuaire sur les deux côtés du canal, ainsi que d'autres usages productifs dans l'ancienne Rive de Deusto. Pourtant, la crise économique des années 1970 a affecté tout le développement industriel. Une partie de l'activité industrielle a été abandonnée et par conséquent le vieillissement d'édifices et des espaces publics et privés s'est fait ressentir.

### Plan spécial

Plan du projet.

À la suite de l'approbation du plan général d'Ordre urbain de Bilbao de 1995, le zonage industriel de Zorrotzaurre est passé en résidentiel.
En 2001, les propriétaires publics et privés de Zorrotzaurre ont fondé la Commission Gestionnaire pour le Développement Urbanistique de Zorrotzaurre, à fin de stimuler et exécuter le plan de régénération urbaine de la zone. Le plan du projet a été dessiné par l'architecte Zaha Hadid. Élaboré en 2004 et révisé en 2007, le plan comprenait l'ouverture complète du canal de Deusto, en transformant Zorrotzaurre de péninsule en île.
En novembre de 2012, la mairie de Bilbao approuve définitivement le Plan Spécial de Zorrozaurre,.
Le 16 décembre 2015, elle approuve la reparcelisation de la zone 1 de Zorrotzaurre, laquelle représente près la moitié de l'île. Le pas suivant est la rédaction et l'approbation du projet d'urbanisation de l'unité 1 et le début du chantier, à partir du dernier trimestre de 2017.
Le 27 juillet 2016, la mairie de Bilbao approuve le projet d'urbanisation de Zorrotzaurre dans lequel est décrit avec détails sur les espaces et les opportunités futurs pour la ville.
Un an après, le 26 juillet 2017, la Junte du Gouvernement local de la mairie de Bilbao approuve définitivement le Projet d'Urbanisation de l'Unité d'Exécution 1, de l'Action Intégrée 1 de la Zone Mixte de Zorrotzaurre, avec ce qui a complété la création du plan stratégique.

## Actions
Diverses actions vont se consolider progressivement dans l'île de Zorrotzaurre,.

### Infrastructure
- Pont San Ignazio-Zorrotzaurre: le deuxième pont de Zorrotzaurre, après l'inauguration par Frank Gehry, relie le quartier de San Ignacio avec l'île. Il est construit sur le canal le 29 janvier 2020 et terminé en octobre de la même année[15].
- Pont Frank Gehry: premier pont de Zorrotzaurre, qui relie le quartier de Deusto et inauguré en 2015.
- Ouverture du canal de Deusto. Le projet de convertir Zorrotzaurre en une île s'est forgé en 1929. L'objectif a été évoqué pour résoudre les problèmes de navigabilité de la ria. Les travaux, pourtant, n'ont pas commencé avant 1950 et se s'ont figés avant de se terminer, à la hauteur de l'actuel IMQ, créant une péninsule en septembre de 1968. Le retrait de la langue de terrain restante non excavée est réinitialisé en 2014. Par ailleurs, les diverses études hydrauliques réalisées ont confirmé le besoin d'ouvrir le canal pour minimiser le risque d'inondations à Zorrotzaurre et dans les zones environnantes de Bilbao[16]. Après des estimations préliminaires de que dans la deuxième quinzaine de septembre de 2018 l'eau de la rie il passerait bas le pont Frank Gehry, la pleamar du mercredi 26 septembre aux 16:30, il a permis, pour la première fois, que l'eau réfléchît par en dessous de dit pont, en supposant un moment historique longuement attendu. L'ouverture totale de la chaîne qu'a fait réalité officiellement l'île de Zorrozaurre s'a produit le lundi 8 octobre aux 13:10.
- Urbanisation de la rive droite de Deusto[17],[18],[19].
- Urbanisation de la rue Ballets d'Olaeta[20].
- Élimination de la rotonde de l'Euskalduna[21],[22],[23],[24],[25].
- Tramway de Bilbao: le 13 février 2021 la mairie de Bilbao et le Gouvernement Basque sont convenus d'un passage depuis Olabeaga par un nouveau pont, en créant une route alternative jusqu'à bâtir l'avenue principale de l'île[26].

### Nouveaux bâtiments
- Première promotion de logements nouveaux. Le 11 août 2020, composé par 750 panneaux modulaires de huit mètres de hauteur, permettant ainsi gagner 51 700 m2 par la construction de 761 appartements[27],[28],[29],[30],[31]
- Clinique du IMQ[32]. En janvier de 2021 a été approuvée l'agrandissement du bâtiment de la clinique avec un niveau de plus[33].
- Siège de IDOM[34].
- Tour BBK. Sa création a été annoncée par Zaha Hadid en juillet 2009. Elle est le futur siège de Kutxabank[35],[36],[37]. Le 28 novembre 2016, la Société Publique du Gouvernement Basque Visesa a formalisé la vente à Kutxabank de la parcelle, réservée pour la construction du dit siège[38],[39],[40].

### Réhabilitation de bâtiments
- Le bâtiment Beta 1 accueille l'Université du jeu vidéo DigiPen[41],[42],[43],[44],[45],[46].
- Réhabilitation du Bâtiment Corbeille à papier comme siège de l'Université de la création Kunsthal (2020)[47],[48],[49],[50],[51],[52]. Il a été inauguré le 21 septembre 2020[53],[54],[55].
- As Fabrik, dont l'objectif est l'amélioration de la compétitivité des entreprises locales et la consolidation de Zorroyzaurre comme écosystème dans le milieu des services devancés pour l'industrie 4.0 et l'économie digitale, occupe le bâtiment Beta 2, géré par l'Université de Mondragón[56],[57],[58],[59],[60],[61],[62]. La pandemia par coronavirus a obligé à reporter jusqu'à 2021 l'étrenne d'As Fabrik[63]. Le 28 novembre 2020, la Mairie a terminé la réhabilitation du bâtiment Beta 2, dont trois premiers niveaux occupent l'Université de Mondragón[64]. Le nouveau campus universitaire a été inauguré le 7 janvier 2021 avec 228 étudiants[65],[66],[67].
- Réhabilitation du bâtiment de Agemasa pour le Club d'Aviron Deusto[68].
- Dans les anciens bureaux de Vicinay Chaînes sera Tknika, où se dessinent cours de FP.
- L'Université de la Navarre[69],[70],[71],[72].
- L'Université des Arts de Londres (UAL) implantera dans la capitale biscayenne part de son activité formative[73],[74].
- Nagusi Intelligence Center, Un centre de référence mondiale dans l'étude du vieillissement[75],[76].
- Réhabilitation des bâtiments de logements[77],[78].
- ZAWP Bilbao (quartier créatif)[79].
- Konsoni Lantegia, Dépôt de Patrimoine Industriel d'Euskadi[80].

## Bâtiments
| Bâtiment                               | Établissement                              | Architecte/s                                                             | Image |
| -------------------------------------- | ------------------------------------------ | ------------------------------------------------------------------------ | ----- |
| IMQ Zorrotzaurre                       | Igualatorio Médical Chirurgical            | Carlos Ferrater, Alfonso Mariais et Luis Domínguez                       |       |
| Bâtiment siège du groupe IDOM à Bilbao | Idom                                       | Javier Pérez Uribarri, Oscar Ferreira, Jabier Fernandez et Josu Eguileor |       |
| Pont Frank Gehry                       | Sables et Associés                         | Guillermo Capellán et Héctor Beade                                       |       |
| Pont San Ignacio-Zorrozaurre           | LKS Ingénierie                             | Enrique Elkoroberezibar et Sergio Saiz                                   |       |
| Club d'Aviron Deusto                   |                                            |                                                                          |       |
| Zirkozaurre                            | École de cirque, espace des arts du cirque |                                                                          |       |